# Genlisea aurea
Genlisea aurea är en tätörtsväxtart som beskrevs av A. St. Hil.. Genlisea aurea ingår i släktet Genlisea och familjen tätörtsväxter. Utöver nominatformen finns också underarten G. a. minor.

## Bildgalleri

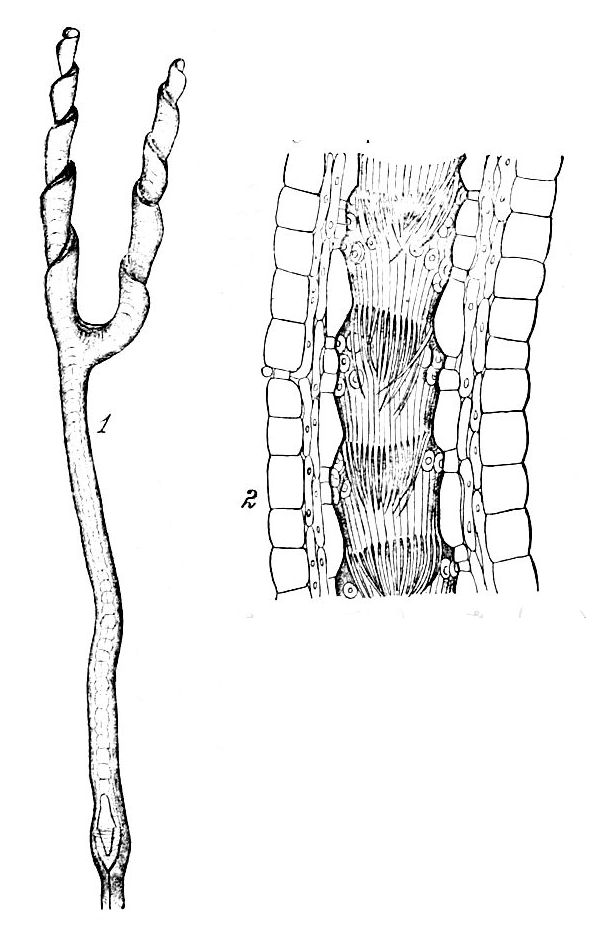